# Koevoet
La Koevoet est une unité contre-insurrectionnelle de la police sud-africaine fondée en 1979 pour lutter contre l’Organisation du peuple du Sud-Ouest africain (SWAPO) dans le Sud-Ouest africain. Composée à 90 % de noirs, principalement des Ovambos, commandés par des officiers blancs sud-africains, son rôle principal est d’empêcher l’infiltration d’insurgés depuis l’Angola. Afin d’assurer cette mission, l’unité est intégralement motorisée, notamment avec des véhicules blindés Casspir, et dispose d’un appui aérien assuré par la South African Air Force. La Koevoet est dissoute le 31 octobre 1989 sous la pression de l’ONU pendant les négociations devant mettre fin à la guerre de la frontière sud-africaine.

## Histoire
À la fin des années 1970, l’Afrique du Sud est fortement engagée dans le Sud-Ouest africain dans le cadre de la guerre de la frontière sud-africaine. Elle y fait face aux combattants de l’Organisation du peuple du Sud-Ouest africain (SWAPO), qui s’infiltrent depuis l’Angola pour poser des mines, intimider la population pour la dissuader d’aider les Sud-africains et assassiner leurs opposants. La lutte contre les militants du SWAPO est assurée à la fois par l’armée (SADF) et la police (SAP) sud-africaines.
Afin de pouvoir lutter contre des combattants lourdement armés, la SAP fonde en juin 1979 à l’initiative du colonel Johannes « Sterk Hans » Dreyer une unité spécialisée dans la contre-insurrection. Celle-ci, d’abord appelée Operation K, est fortement inspirée du fonctionnement des Selous Scouts rhodésiens et des Flechas portugais. Peu de temps après sa fondation, l’unité est rebaptisée Koevoet, le mot afrikaans désignant le pied-de-biche, à la suite d’un discours du ministre de la police Louis le Grange, dans lequel il la compare au pied-de-biche, « qui retire les terroristes de la brousse comme les clous d’une planche pourrie ».
En 1989, alors que des négociations sont en cours pour conclure la guerre de la frontière sud-africaine, les Nations-Unies font pression sur l’Afrique du Sud pour supprimer la Koevoet. L’unité est d’abord réassignée à des missions de police plus classique au début de l’année 1989, mais elle est réactivée le 1er avril en raison de l’incapacité de l’ONU à assurer la sécurité dans la région alors que des bandes de combattants du SWAPO traversent la frontière en grand nombre. Le secrétaire général des Nations unies, Javier Pérez de Cuéllar lance toutefois un ultimatum à Louis Pienaar, l'administrateur sud-africain, en exigeant que la Koeovet soit dissoute avant le 1er novembre. Réticent, le gouvernement sud-africain ne cède à la menace que le 31 octobre

## Organisation
La Koevoet est une unité multiethnique mêlant des Sud-africains blancs et des personnes noires, principalement des Ovambos visant dans la région frontalière, recrutées pour leur connaissance du terrain et de langue, ainsi que pour leur compréhension de la culture tribale et leurs compétences en pistage. Outre les Ovambos, la Koevoet compte un certain nombre d’anciens membres du SWAPO ayant été retournés après avoir été capturés. De manière générale, le recrutement du personnel noir ne pose pas de difficulté en raison des salaires élevés par rapport au revenu moyen de ces populations. Ils peuvent en outre recevoir des primes spéciales dont les blancs sont exclus : 1 000 rands pour chaque insurgé tué, 2 000 pour chaque prisonnier, auxquelles s’ajoutent des primes pour le matériel saisi, qui peuvent atteindre jusqu’à 10 000 rands pour un lance-missile SA-7.
L’unité compte à l’origine mille deux-cents policiers, trois cents blancs et neuf cents noirs, répartis en vingt-quatre appelées « Zulu » suivi d’une lettre entre A et Y exprimée en alphabet radio, à l’exception du R, par exemple « Zulu Mike » ou « Zulu Tango ». S’y ajoutent les équipes de support et de commandement basées quartier général de l’unité à Oshakati. D’autres équipes sont créées par la suite, dans le nom desquelles la lettre est remplacé par un chiffre. Une équipe compte en général quatre policiers blancs assurant la direction et quarante noirs.
Les équipes du Koevoet sont lourdement armées avec des fusils d’assaut R5 et des mitrailleuses. Elles sont équipées à l’origine de véhicules blindés Hippo, puis de Casspir à partir du début des années 1980, à raison de quatre véhicules par équipe. L’appui logistique est assuré des Duiker et des Blasbok, des variantes du Casspir pouvant transporter du matériel, des munitions et du carburant, à la fois pour les troupes du Koevoet et les hélicoptères de la South African Air Force (SAAF) qui fournissent un appui supplémentaire.

## Tactiques
La première tâche d’une équipe de Koevoet en patrouille est la collecte de renseignements auprès des habitants, dits PB pour Plaslike Bevolking. Pour ce faire, les policiers visitent les kraal, de petits hameaux isolés, où ils peuvent obtenir une première information sur la présence de combattants du SWAPO dans la zone. L’information récoltée est souvent parcellaire et approximative : elle peut par exemple se limiter au témoignage d’un local déclarant que son cousin a vu des hommes armés à un certain endroit, sans plus de précisions. L’obtention d’une piste sûre peut ainsi demander de visiter un certain nombre de kraal pour affiner progressivement la position des militants.
Une fois qu’un point de passage des membres du SWAPO est repéré, l’équipe se déploie. La moitié de l’équipe part un ou deux kilomètres en avant pour chercher d’autres traces de passage ; cette pratique est appelé voorsny. Pendant ce temps, les pisteurs Ovambo examinent les traces déjà repérées, ce qui leur permet d’affiner les informations de manière très précise : nombre et genre des personnes ayant laissées les traces, s’il s’agit de soldats ou de paysans, vitesse et direction de leur progression. L’équipe parvient ainsi à remonter rapidement la piste, en prenant de vitesse les combattants du SWAPO, qui ne sont jamais motorisés. Ainsi, même si ceux-ci repèrent la plupart du temps leurs poursuivants, ils ne peuvent s’enfuir très loin, d’autant que lorsqu’ils sont proches de leurs cibles, les Koevoet appellent la plupart du temps des hélicoptères armés en soutien.
La poursuite dure généralement jusqu’à ce que les insurgés épuisés se rendent ou tentent de se battre. Dans le second cas, ils essaient le plus souvent de tendre une embuscade à leurs poursuivants. Toutefois, l’utilisation par les Koevoet de blindés résistants aux mines et leur supériorité en termes de puissance de feu font que ces combats sont dans la plupart des cas à sens unique. Le ratio des pertes est ainsi en moyenne de vingt-cinq insurgés tués pour chaque Koevoet perdu. Néanmoins, des efforts sont faits pour privilégier la capture des combattants du SWAPO, qui sont interrogés, puis, si possible, retournés ou sinon employés comme travailleurs forcés dans une ferme spéciale à Tsumeb.